# Жасмонаты

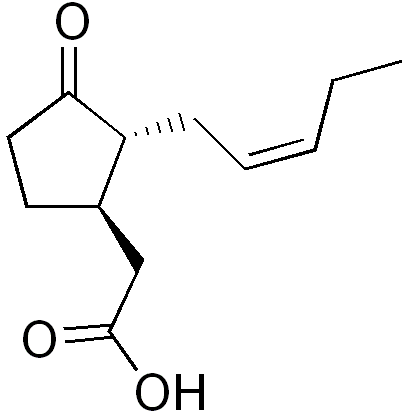
Жасмоновая кислота

Метилжасмонат

Жасмонаты — группа гормонов, регулирующих рост и развитие растений. К жасмонатам относят жасмоновую кислоту и её эфиры, например, метилжасмонат. Жасмонаты синтезируются из линоленовой кислоты, и представляют собой циклопентаноны (являются аналогами простагландинов — гормонов млекопитающих, которые также синтезируются из жирных кислот).
Содержание жасмонатов в тканях растений отличается на разных этапах развития, являясь ответом растительного организма на стимулы внешней среды. Высокие уровни жасмонатов обнаружены в цветках и тканях перикарпа, а также в хлоропластах на свету. Уровни жасмонатов быстро возрастают в ответ на механические помехи, например, при закручивании усиков и при возникновении повреждений.

## Функции
Показаны следующие функции жасмонатов для растений:
- Жасмоновая кислота и метилжасмонат ингибируют прорастание неспящих семян и вызывают прорастание спящих.[1]
- Высокие уровни жасмоновой кислоты стимулируют накопление запасных белков; гены, кодирующие запасные белки, являются чувствительными к жасмоновой кислоте и её производным и оказывают влияние на формирование клубней.[4][5]
- Применение жасмоновой кислоты может вызывать хлороз и ингибировать гены, продукты которых участвуют в фотосинтезе[1]
- Значение жасмоновой кислоты, которая накапливается в цветках и плодах, неизвестно; однако накопление жасмоновой кислоты может быть связано с созреванием плодов и накоплением каротиноидов[1]
- Жасмоновая кислота играет важную роль в устойчивости растений к насекомым и заболеваниям. Жасмоновая кислоты активирует многие гены защитной системы растений. Она же может выполнять защитные функции совместно с этиленом.[6]

Как и в случае ауксинов, система рецепции жасмоновой кислоты действует через убиквитин. Соединение жасмоната с остатком изолейцина приводит к деградации JAZ-белка, меченного убиквитином, и освобождению других факторов транскрипции.